# Sirk
Sirk – wieś (obec) na Słowacji położona w kraju bańskobystrzyckim, w powiecie Revúca. Pierwsze wzmianki o miejscowości pochodzą z roku 1421.
Według danych z dnia 31 grudnia 2012, wieś zamieszkiwało 1156 osób, w tym 580 kobiet i 576 mężczyzn.
W 2001 roku rozkład populacji względem narodowości i przynależności etnicznej wyglądał następująco:
- Słowacy – 94,54%
- Czesi – 0,48%
- Polacy – 0,1%
- Romowie – 3,64%
- Węgrzy – 0,77%

Ze względu na wyznawaną religię struktura mieszkańców kształtowała się w 2001 roku następująco:
- Katolicy rzymscy – 17,72%
- Grekokatolicy – 0,67%
- Ewangelicy – 30,94%
- Prawosławni – 0,1%
- Ateiści – 47,61%
- Nie podano – 1,82%